# Nauka o životnoj sredini
Nauka o životnoj sredini je interdisciplinarno akademsko polje koje integriše fizičke, biološke i informacione nauke (uključujući ekologiju, biologiju, fiziku, hemiju, botaniku, zologiju, mineralogiju, okeanologiju, limnologiju, nauku o zemljištu, geologiju i fizičku geografiju - geodeziju), i atmosferske nauke radi izučavanja životne sredine i rešavanja problema iste. Nauka o životnoj sredini je nastala iz polja prirodne istorije i medicine tokom perioda prosvetiteljstva. U današnje vreme ona pruža jedan integrisani, kvantitativni, i interdisciplinarni pristup izučavanja sistema životne sredine.
Srodne oblasti su studije zaštite životne sredine i inženjerstvo zaštite životne sredine. Studije zaštite životne sredine inkorporiraju u znatnoj meri društvene nauke radi razumevanja ljudskih odnosa, percepcija i politika u pogledu životne sredine. Inženjerstvo zaštite životne sredine ima fokus na dizajnu i tehnologiji za poboljšanje kvaliteta životne sredine u svim aspektima.
Naučnici u polju životne sredine rade na temama kao što su razumevanje zemaljskih procesa, evaluacija sistema alternativne energije, kontrola i mitigacija zagađenja, upravljanje prirodnim resursima, i posledice globalnih klimatskih promena. Pitanja zaštite životne sredine skoro uvek obuhvataju interakciju fizičkih, hemijskih, i bioloških procesa. Naučnici koji rade u polju zaštite životne sredine imaju sistemski pristup analizi problema. Ključni elementi za uspešne ishode njihovog delovanja su sposobnost uspostavljanja prostornih i tempralnih relacija, kao i kvantitativna analiza.
Nauka o životnoj sredini se razvila kao značajno i aktivno područje naučnog istraživanja tokom 1960-ih i 1970-ih, vođena (a) potrebom za multidisciplinarnim pristupom analizi kompleksnih problema životne sredine, (b) stupanjem na snagu znatnih zakona o zaštiti životne sredine, uspostavljanjem kojih je zahtevalo specifične sredinske protokole istraživanja, i (c) porastom svesti javnosti o potrebi delovanja na rešavanju problema životne sredine. Događaji koji su podstakli ovaj razvoj obuhvataju objavljivanje značajne knjige Rejčel Karsona o životnoj sredini, Nemo proleće, zajedno sa velikim problemima životne sredine koji su postali veoma javni, kao što je izlivanje nafte kod Santa Barbare 1969, i „paljenje” Kajahoga reke kod Klivlenda, Ohajo, (isto 1969. godine).

## Zaštita životne sredine
Zaštita životne sredine podrazumeva skup različitih postupaka i mera koji sprečavaju ugrožavanje životne sredine s ciljem očuvanja biološke ravnoteže. Ekološka odbrana je multidisciplina i treba da predstavlja trajnu obavezu svih članova društva. Njena multidisciplinarnost proističe iz činjenice da zdravlje, životna sredina i socijalni uslovi predstavljaju kompleks oblasti i problema koji su u stalnoj interakciji. Briga o životnoj sredini je sa gledišta našeg društva prioritet od sveukupnog značaja za društvo. Zdrava životna sredina je osnov za očuvanje ljudske egzistencije, zdravog razvoja društva i bitan faktor za nivo života stanovništva.

### Ekologija
Ekologija je nauka o životnoj sredini. Ime nauke potiče od grčkih reči oikos — dom, domaćinstvo i logos — nauka, izučavanje. Termin ekologija prvi put je upotrebio nemački biolog Ernest Hekel 1866. godine. U laičkoj javnosti se ovaj termin često koristi kao sinonim za pojam zaštite životne sredine, što nije ispravno jer je zaštita životne sredine samo jedna od oblasti kojima se bavi ekologija.
U suštini, ekologija je naučna disciplina koja proučava raspored i rasprostranjenost živih organizama i biološke interakcije između organizama i njihovog okruženja. Okruženje (životna sredina) organizama uključuje fizičke osobine, koje sumarno mogu da se opišu abiotičkim faktorima kao što su klima i geološki uslovi (geologija), ali takođe uključuje i druge organizme koji dele sa njim njegov ekosistem odnosno stanište. Ekologija, koja se obično smatra granom biologije, opšta je nauka koja proučava živa bića (organizme). Organizmi mogu biti proučavani na mnogim različitim nivoima, od proteina i nukleinskih kiselina (u biohemiji i molekularnoj biologiji), do ćelija (u ćelijskoj biologiji), jedinki (u botanici, zoologiji i ostalim sličnim naukama), i konačno na nivou populacije, zajednica i ekosistema, do biosfere kao celine; zadnjenavedeni nivoi su glavni predmeti ekoloških istraživanja. Ekologija je multidisciplinarna nauka. Zbog usredsređenosti na više nivoe organizacije života i na međuodnos organizama i njihove okoline, ekologija ima snažan upliv na mnoge druge naučne grane, pogotovo na geologiju i geografiju, zatim meteorologiju, pedologiju, hemiju i fiziku. Zato se za ekologiju kaže da je holistička nauka i da objedinjuje tradicionalne nauke (kao npr. biologiju) koje, na taj način, postaju njene subdiscipline i sve zajedno omogućavaju dalji razvoj ekologije.
Kao grana nauke, ekologija ne propisuje šta je „ispravno“ a šta „pogrešno“. Ipak, učenje o biološkoj raznovrsnosti i s tim povezanim ekološkim temama omogućilo je naučno postavljanje ciljeva envajormentalizma i dalo mogućnost da se s tim povezane teme izražavaju naučnom metodologijom, merenjima i terminologijom. Štaviše, holistički pristup proučavanju prirode podjednako je zastupljen i u ekologiji i u envajormentalizmu.

## Literatura
- Eddy, Matthew Daniel (2008). The Language of Mineralogy: John Walker, Chemistry and the Edinburgh Medical School 1750-1800. Ashgate.